# Christian Åkerhielm
Christian Åkerhielm, född 18 april 1962, är en svensk pastor och författare.
Efter Sovjets sammanbrott omkring 1990 öppnade sig nya möjligheter för kristen mission som togs till vara av Livets Ord. Åkerhielm blev en del av detta arbete, och bodde i Sibirien, Kazakstan och Moskva under perioden 1991–1998. År 2014 fanns det omkring 600 renodlade Livets ordsförsamlingar i det före detta Sovjetunionen och andra länder i Östeuropa, vilket blivit tyngdpunkten i Uppsalaförsamlingens internationella mission som (2023) leds av Åkerhielm. Han anger att man inspirerat till över 1 000 församlingsgrundanden i regionen, men har även verksamhet i andra regioner, bland annat i Mellanöstern.
Åkerhielm är (2018) assisterande pastor, missionsdirektor och ledare för Livets Ords internationella arbete, och undervisar i ämnet mission vid Livets Ord Bibelcenter. År 2023 blev han en del av ledningsteamet för Livets ord i Uppsala, som förutom Åkerhielm består av pastorerna Simon Ahlstrand, Rune Borgsö och Sebastian Asklund.